# MediaMonkey
MediaMonkey — медиаплеер, органайзер библиотеки музыки, разработанный Ventis Media для организации и воспроизведения музыки в Microsoft Windows. С помощью плагинов программа может использоваться для обработки видео.
MediaMonkey доступен в бесплатной (freeware) и платной («Gold») версии. Кроме того, имеются скины, скрипты и различные плагины. 2-я версия программы использует формат Microsoft Access для своей библиотеки, в то время как SQLite используется для третьей версии.

## Разработка
Первоначально названная «Songs-DB» и разработанная Иржи Гайеком (Jiří Hájek), первая версия под названием MediaMonkey была фактически второй версией. Кроме того, второй номер версии показывает количество разработчиков, которые присоединились к команде MediaMonkey.
Разработка MediaMonkey следует циклу выпуска версий, который обеспечивает два или три стабильных релиза в год. Кроме того, на официальном форуме для тестирования предоставляются альфа- и бета-версии. Пользователи могут влиять на разработку программы, отправляя запросы к разработчикам или создавая плагины к программе.

## Особенности
Поддерживает запись Audio CD, с полной поддержкой CD Text. (на 10.08.2010, версия 3.2.1.1297 free)